# Amphidrina perversa
Amphidrina perversa là một loài bướm đêm trong họ Noctuidae.